# Городское поселение «Город Людиново»
Городское поселение «Город Людиново» — муниципальное образование в составе Людиновского района Калужской области России.
Центр — город Людиново.

## История
Образовано 19 октября 2004 года в соответствии с Законом Калужской области от 04 октября 2004 года № 354-ОЗ «Об установлении границ муниципальных образований, расположенных на территории административно-территориальных единиц "Барятинский район", "Куйбышевский район", "Людиновский район", "Мещовский район", "Спас-Деменский район", "Ульяновский район", и наделении их статусом городского поселения, сельского поселения, муниципального района». Первоначально единственным населенным пунктом поселения являлся город Людиново.
12 ноября 2012 в состав городского поселения «Город Людиново» из сельского поселения «Деревня Заболотье» была включена деревня Колотовка.

## Население
| 2009    | 2010    | 2011    | 2012    | 2013    | 2014    | 2015    |
| ------- | ------- | ------- | ------- | ------- | ------- | ------- |
| 41 350  | ↘40 530 | ↘40 480 | ↘40 137 | ↘39 831 | ↘39 520 | ↘39 240 |
| 2016    | 2017    | 2018    | 2019    | 2020    | 2021    | 2023    |
| ↘38 997 | ↘38 849 | ↘38 267 | ↘37 734 | ↘37 252 | ↘35 885 | ↘35 276 |

## Состав сельского поселения
| № | Населённый пункт | Тип населённого пункта | Население |
| - | ---------------- | ---------------------- | --------- |
| 1 | Людиново         | город                  | ↘35 276   |
| 2 | Колотовка        | деревня                | ↗11       |